# Abduraixid
Abduraixid (en rus: Абдурашид) és un poble de la república del Daguestan, a Rússia. Segons el cens del 2010 tenia 316 habitants.